# 兜跋毘沙門天

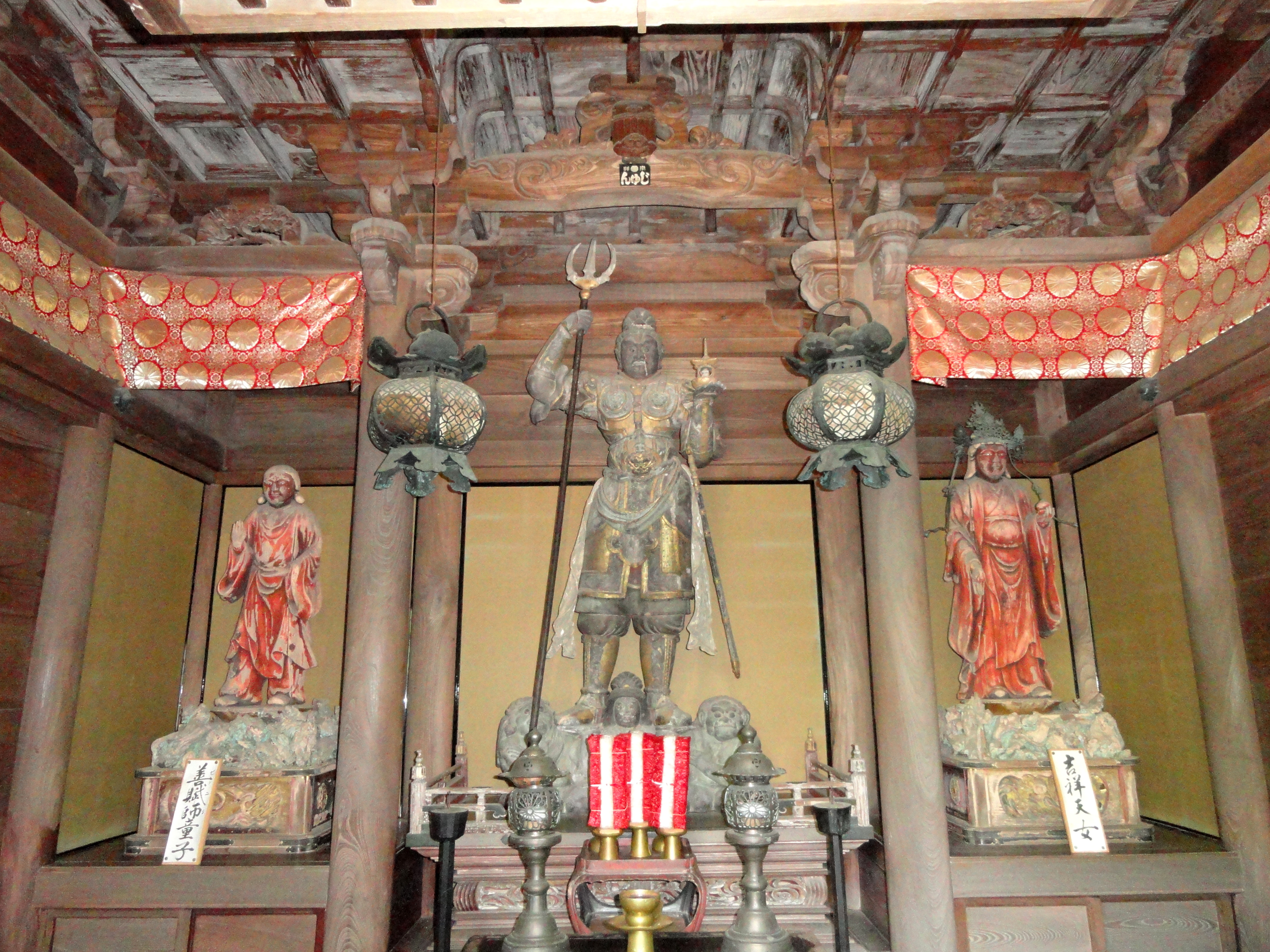
兜跋毘沙門天（石山寺）

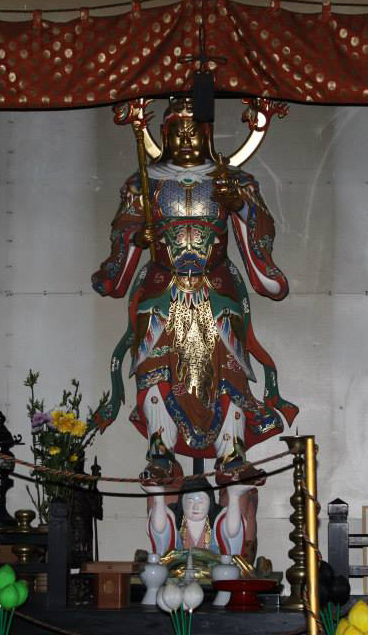
兜跋毘沙門天（長垂寺、福岡市）

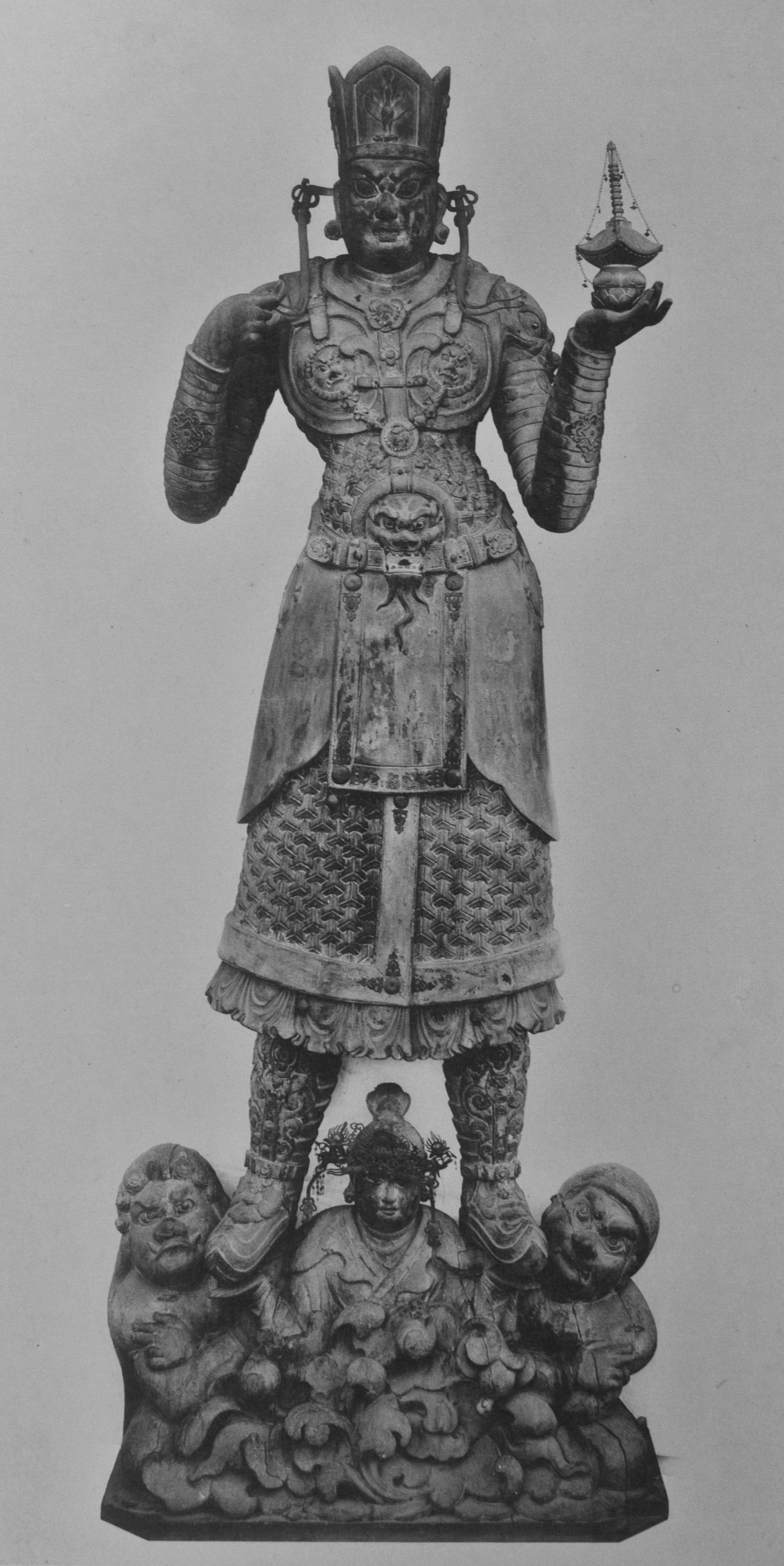
兜跋毘沙門天像（教王護国寺）

兜跋毘沙門天（とばつ びしゃもんてん）は仏教の護法善神である天部の一つ。四天王の中の北方の護法神である多聞天は、独尊では毘沙門天と呼ばれて信仰されるが、このうち地天女の両手に支えられて立ち、二鬼を従える姿で表された特殊な像の名称である。

## 概要
兜跋毘沙門天像は一般に、金鎖甲（きんさこう）という鎖を編んで作った鎧を着し、腕には海老籠手（えびごて）と呼ぶ防具を着け筒状の宝冠を被る。持物は左手に宝塔、右手に宝棒または戟で、見るからに異国風の像である。また、邪鬼ではなく地天女及び二鬼（尼藍婆、毘藍婆）の上に立つ姿である。
「兜跋」とは西域兜跋国、即ち現在のトゥルファンとする説が一般的で、ここに毘沙門天がこの姿で現れたという伝説に基づく。また「刀抜」「屠半」などの字を宛てることもある。
像容は、東寺像を忠実に模刻したもの（奈良国立博物館像、京都・清凉寺像など）と、地天女の両手の上に立つ以外は通例の毘沙門天像と変わらないもの（下述岩手・成島毘沙門堂像など）とがある。
　一方、「兜跋毘沙門天」は日本で創作された名称だとする説もある。岡田健は、兜跋・刀抜・屠半という言葉が中国には存在しない事、東寺で「兜跋毘沙門天」という言葉が初めて使われた事、東寺像が元は羅城門に安置されていたという伝説が鎌倉時代に創出された事を指摘した。
2020年に奈良国立博物館で開かれた特別展「毘沙門天　－北方鎮護のカミ－」でも同様の見方が示され、兜跋毘沙門天と呼ぶのが通例になっているが、そう呼ぶ根拠は不明とした。

## 国宝・重要文化財

### 教王護国寺（東寺）像
国宝に指定されている。この兜跋毘沙門天像は、かつて羅城門の楼上に安置されていたという。

### 鞍馬寺像
重要文化財に指定されている。

### 成島毘沙門堂像
岩手県花巻市東和町北成島に位置する成島毘沙門堂（なるしまびしゃもんどう）にある。ケヤキ材の一木造で像高は4.73メートル。一木造の毘沙門天立像の中では日本最大の像で、国の重要文化財に指定されている。平安時代中期（10世紀末～11世紀初頭）の作と推定される。腰帯の下に幅の広い腰帯を着けているが、この甲制は山形・立石寺の毘沙門天立像をはじめ、岩手・智福毘沙門堂の兜跋毘沙門天および毘沙門天三尊像のうちの中尊像、岩手・立花毘沙門堂の二天王立像および毘沙門天立像など、東北地方に伝存する平安時代の神将形の作例にしか窺えない特徴的な形式である。
成島毘沙門堂に隣接する熊野神社では、全国でも有名な泣き相撲大会が、毎年行われている。